# 1980 na arte

## Eventos
- Fundação do Museu de Arte Pierre Chalita em Maceió, Brasil.
- Oscar Niemeyer cria o Memorial Juscelino Kubitschek.

## Nascimentos
| Data        | Nome             | Profissão                      | Nacionalidade | Observações | Ref |
| ----------- | ---------------- | ------------------------------ | ------------- | ----------- | --- |
| 23 de Julho | Fernando Ventura | quadrinista e designer gráfico | Brasil        |             |     |

## Mortes
| Data            | Nome                   | Profissão                                         | Nacionalidade   | Observações | Ref |
| --------------- | ---------------------- | ------------------------------------------------- | --------------- | ----------- | --- |
| 22 de Fevereiro | Oskar Kokoschka        | pintor e escritor                                 | Áustria-Hungria | n. 1886     |     |
| 26 de Março     | Hélio Oiticica         | pintor, escultor, artista plástico e performático | Brasil          | n. 1937     |     |
| 7 de Junho      | Philip Guston          | pintor                                            | Canadá          | n. 1913     |     |
| 10 de Julho     | Francisco Rebolo       | pintor                                            | Brasil          | n. 1902     |     |
| 6 de Agosto     | Marino Marini          | escultor                                          | Itália          | n. 1901     |     |
| 9 de Novembro   | Toyen                  | pintor                                            | Checoslováquia  | n. 1902     |     |
| ??              | John Graz              | pintor                                            | Suíça           | n. 1891     |     |
| ??              | Manuel Faria Guimarães | pintor e desenhista                               | Brasil          | n. 1895     |     |
| ??              | Reynaldo Manzke        | pintor                                            | Brasil          | n. 1906     |     |
| ??              | Benjamín Palencia      | pintor                                            | Espanha         | n. 1894     |     |
| ??              | Erbo Stenzel           | artista plástico e escultor                       | Brasil          | n. 1911     |     |

## Prémios
- Prémio Pritzker - Luis Barragán[1]
- Prémio Valmor e Municipal de Arquitectura 1980 - Manuel Salgado, Sérgio Coelho e Penha e Costa[2].